# Хаджиево
Хаджиево е село в Южна България. То се намира в община Пазарджик, област Пазарджик.

## История
Старите имена на село Хаджиево са Съгърджъ и Кючук. Съществуват две легенди за създаването на селото:
- Преди много години един богат българин отишъл на Божи гроб и станал хаджия, след което се завърнал в България и започнал да строи къща на едно безлюдно място. Примерът му започнали да следват и други хора и така станало село. Но в създаването му най-голям принос имал хаджията и затова кръстили селото Хаджиево.
- Според втората легенда богат турчин, който бил хаджия, създал на това място голям чифлик. Понеже чифликът бил голям предлагал работа за много ратаи, които започнали да се заселват в областта около чифлика.

## Културни и природни забележителности
- Край селото минава най-пълноводната река в България – Марица.
- Издигнат е паметник в чест на героите от войните.
- В селото има действащи училище, библиотека и детска градина.

## Редовни събития
Съборът на селото се провежда на Петдесятница, петдесет дни след Великден и винаги в неделя.